# Ryan Fry
Pour les articles homonymes, voir Fry.
Ryan Fry est un curleur canadien né le 25 juillet 1978 à Winnipeg, au Manitoba. Il a remporté la médaille d'or du tournoi masculin aux Jeux olympiques d'hiver de 2014 à Sotchi, en Russie.